# Kuninkaanhauta
Das bronzezeitliche Steinhügelgrab Kuninkaanhauta (Königsgrab) ist das größte seiner Art in Finnland. Es liegt etwa 50 km nördlich von Turku beim Dorf Panelia, das zur Gemeinde Eura (ehemals Kiukainen) gehört.

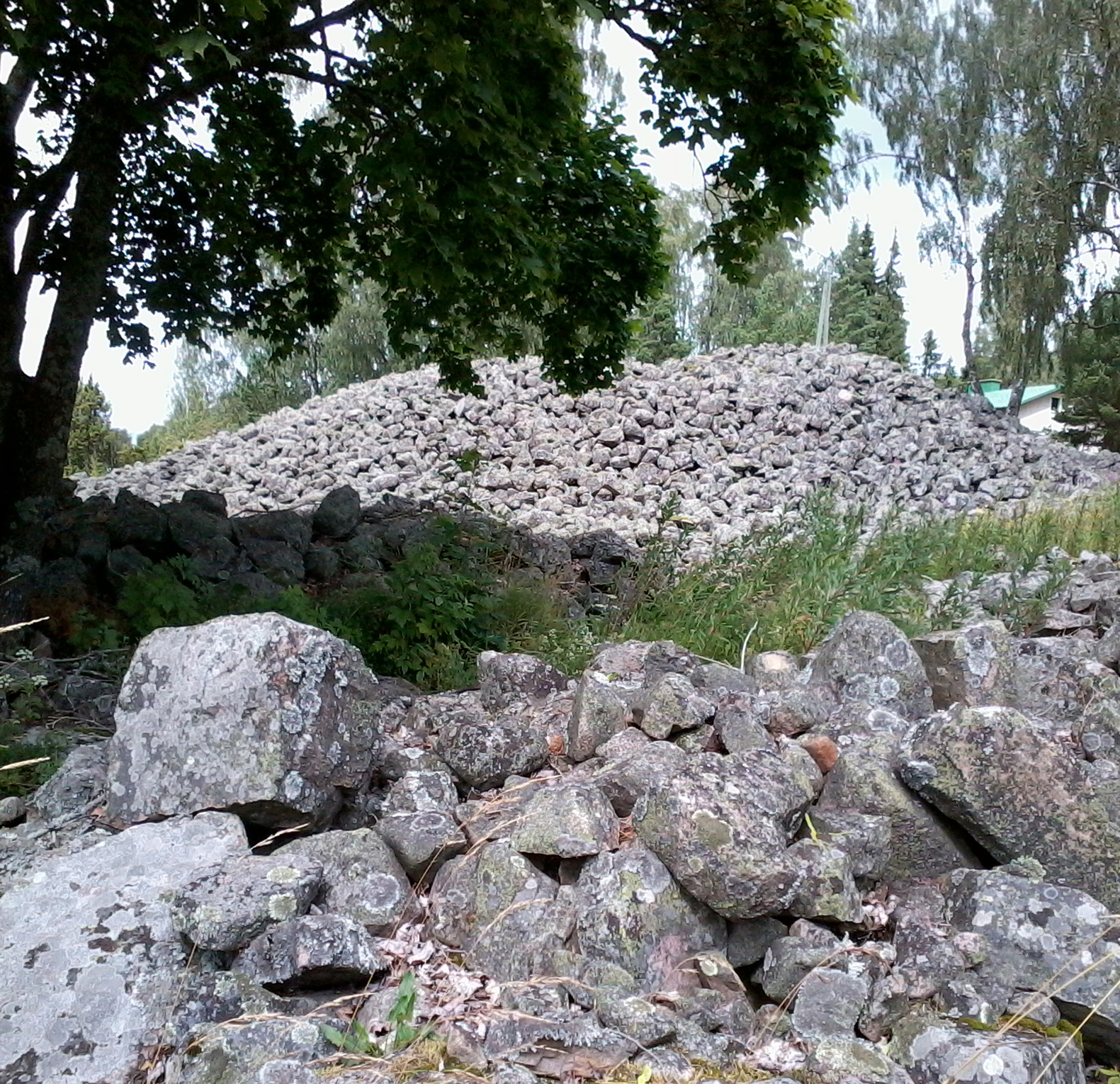
Röse von Kuninkaanhauta

Der ovale Durchmesser liegt zwischen 37 und 45 m. Die Höhe liegt bei etwas mehr als vier Metern. Berechnungen ergaben, dass der Rauminhalt des Hügels etwa 2000 Kubikmeter beträgt. Bei einer ungefähren Steingröße von 20 cm Durchmesser (kopfgroß) sind das etwa 250.000 Steine.
In Anlehnung an ähnliche Anlagen lässt es sich in die finnische Bronzezeit (1500–500 v. Chr.) datieren. Aufgrund seiner Größe wird es der frühen Bronzezeit zugeordnet. Während der Bronzezeit wurden in Finnland Körper- und Feuerbestattungen vorgenommen. Gegen Ende des Zeitabschnitts nahmen die Brandbestattungen zu. Das Grab selbst wurde noch nicht ausgegraben. In den Jahren 1987 und 1988 wurden im Umfeld des Hügels Ausgrabungen durchgeführt. Dabei wurden runde Strukturen – vermutlich Hüttenfundamente – sowie Feuerstellen gefunden. Außerdem konnten Keramikscherben und Tierknochen geborgen werden. Mithilfe von Radiocarbonuntersuchungen konnte man diesen Wohnplatz auf das Ende der Bronzezeit datieren (520 v. Chr. ±110 Jahre).